# Jardin des Combattants-de-la-Nueve
Jardin des Combattants-de-la-Nueve je veřejný park, který se nachází v Paříži ve 4. obvodu. Park se rozkládá na ploše 1394 m2.

## Poloha
Park představuje zelený prostor u jižní fasády pařížské radnice podél Quai de l'Hôtel-de-Ville mezi Rue de Lobau a náměstím. Vstup se nachází u domu č. 2 na Place de l’Hôtel-de-Ville – Esplanade de la Libération. 

## Popis
Park o rozloze 1394 m2 tvoří centrální trávník, přes který vedou štěrkové cesty, a je obklopený shluky růží. Na jeho koncích jsou skupiny stromů. Nachází se zde dětské hřiště pro jesle zřizované radnicí, kurník a klece s králíky. V parku stojí též jezdecká socha Étienna Marcela (autoři Jean-Antoine-Marie Idrac a Laurent Marqueste).

## Historie
Původní název zněl Jardin de Hôtel-de-Ville. Zahrada vznikla v místě bývalé ulice Rue des Haudriettes a jednalo se o soukromou zahradu pařížského prefekta a poté starosty Paříže. Proto byla pro veřejnost uzavřena. Teprve od 24. ledna 2015 je otevřena o víkendu a ve státní svátky. V březnu téhož roku po jednání pařížské rady bylo rozhodnuto za přítomnosti španělského krále Filipa VI. a královny Letizie a pařížské starostky Anne Hidalgové slavnostně přejmenovat na Jardin des Combattants de la Nueve na počest španělských republikánů, kteří se v srpnu 1944 podíleli na osvobození Paříže. Avšak kvůli havárii letu 9525 Germanwings, při které zahynulo 51 Španělů, byla návštěva královského páru zkrácena a slavnostní inaugurace byla odložena na 3. června 2015.
Město Madrid otevřelo v dubnu 2017 zahradu se stejným názvem. Ceremoniálu předsedala madridská starostka Manuela Carmena a starostka Paříže, Anne Hidalgová. U příležitosti oslav osvobození Paříže se vždy 24. srpna pořádá v zahradě slavnostní ceremoniál na památku 9. roty zvané Nueve 2. obrněné divize generála Leclerca, který dorazil na pařížskou radnici 24. srpna 1944. Jednotku tvořili převážně Španělé, kteří po vítězství generála Franca odešli do Francie.